# Секонсет Ајланд (Масачусетс)
Секонсет Ајланд (енгл. Seconsett Island) насељено је место без административног статуса у америчкој савезној држави Масачусетс.

## Демографија
По попису из 2010. године број становника је 100, што је 19 (23,5%) становника више него 2000. године.
| Група             | 2000.       | 2010.      |
| Белци             | 81 (100,0%) | 97 (97,0%) |
| Афроамериканци    | 0 (0,0%)    | 1 (1,0%)   |
| Азијати           | 0 (0,0%)    | 0 (0,0%)   |
| Хиспаноамериканци | 0 (0,0%)    | 0 (0,0%)   |
| Укупно            | 81          | 100        |